# フィデアホールディングス
フィデアホールディングス株式会社（英文名称:FIDEA Holdings Co., Ltd.）は、宮城県仙台市青葉区に本社を置く金融持株会社。荘内銀行（本店：山形県山形市）と北都銀行（本店：秋田県秋田市）を傘下に置く。
2008年5月に発表された、荘内銀行と北都銀行の資本提携を元に、2009年10月に経営統合のための基盤として設立されたオープンプラットフォーム型の金融持株会社。なお「フィデア」とはラテン語の「信頼（Fides）」と英語の「連携（Alliance）」を掛け合わせた造語である。
第3、第4の参加行を募ることや、北都・荘内色を抑える点、東北の中心都市である仙台市への攻勢などを目的に、荘内銀の本店のある鶴岡市（令和7年5月26日より同県山形市）や北都銀の本店のある秋田市のどちらでもなく、仙台市に本社を設置した。この統合により、本部・監査機能をHDが担い、両行自体は合併せずに各々が独自に運営する形態となる。株式移転比率は、フィデアHD:荘銀:北都=1:1:0.15となった。

## 情報処理システム
グループとしての勘定系システムは、荘内銀・北都銀の現行のシステムへのいずれかへの片寄せを行わず、当初は、NTTデータ次期共同センターへの同時移行が検討され、2009年（平成21年）秋を目処に正式決定する方針であったが、2011年（平成23年）9月、両行向けの勘定系システムとしてNTTデータによってBeSTAcloudを新たに構築する基本合意に至り、荘内銀は2014年（平成26年）3月17日、北都銀は同5月7日に移行がそれぞれ完了した。

## 沿革
- 2008年（平成20年）5月14日 - 荘内銀行、北都銀行が2010年4月を目途に経営統合することを正式に発表。
- 2009年（平成21年）
  - 3月19日 - 持株会社名をフィデアホールディングスに決定。統合時期を2009年10月1日に前倒すことを発表。
  - 8月7日 - 財務省東北財務局、両行にフィデアホールディングスの設立認可書を交付。
  - 8月13日 - 東京証券取引所、10月1日付でのフィデアホールディングスの東証一部上場を承認。
  - 10月1日 - フィデアホールディングスが設立。同時に東証一部上場。資本金100億円。
- 2010年（平成22年）
  - 5月31日 - 北都ベンチャーキャピタルを解散。
  - 6月18日 - 荘銀ベンチャーキャピタルがフィデアベンチャーキャピタルに商号を変更。
  - 3月31日 - B種優先株式発行、増資。新資本金150億円。
  - 12月22日 - A種優先株式を買入消却。
- 2012年
  - 4月1日
    - 荘銀カード[7]と北都カードサービスが合併。フィデアカードが発足。
    - 北都情報システムズがフィデア情報システムズに商号を変更。
- 2013年（平成25年）12月5日 - 第三者割当による転換社債型新株予約権付社債を発行。
- 2014年（平成26年）
  - 3月17日 - 荘内銀行の勘定系システムをNTTデータ地銀共同センターからBeSTAcloudへ移行。
  - 5月7日 - 北都銀行の勘定系システムをPROBANK(初代)からBeSTAcloudへリプレース。
  - 10月31日 - 連結子会社である北都ソリューションズを解散。
  - 11月3日 - フィデアHDとカシコン銀行の主導により、地銀26行・社とアジア8カ国の金融機関との間で包括的な協力協定を締結[8]。
- 2016年（平成28年）
  - 2月22日 - 北都チャレンジファンド1号投資事業組合を清算。
  - 6月30日 - フィデアカード及びフィデア情報システムズを完全子会社化[9]。
- 2018年（平成30年）
  - 2月7日 - 傘下2行とともに東北銀行と包括的な業務提携協定書を締結[10]。
  - 10月1日 - 三井住友ファイナンス&リースの子会社であるSMFLキャピタルからグランド山形リースの株式を取得し連結子会社化[11]。これにともない、グランド山形リースはフィデアリースに改称。
- 2019年（令和元年）10月1日 - フィデア情報システムズがフィデア総合研究所を吸収合併し、フィデア情報総研が発足。
- 2021年（令和3年）
  - 5月11日 - 東海東京フィナンシャル・ホールディングスと金融商品仲介業務提携に関し基本合意。提携に基づき、傘下両行が10月にも業務を開始[12]。
  - 7月2日 - 東北銀行と来年10月の経営統合を目指し、協議することで基本合意[13]。
  - 7月29日 - 東北銀行との統合準備委員会を設置。2022年10月1日の経営統合を予定[14]。
- 2022年（令和4年）2月10日 - 東北銀行との経営統合を白紙撤回すると発表。経営戦略やガバナンス体制の見解に相違があることが理由[15]。
- 2024年（令和6年）1月25日 - 傘下の北都銀行と荘内銀行の2026年度中の合併に向けた検討を進めることを発表[16]。合併後の貸出金残高（23年3月期決算ベース）は単純合算で1兆9081億円となり、秋田銀行（秋田市）や山形銀行（山形市）を上回り、東北の地銀では七十七銀行（仙台市青葉区）、東邦銀行（福島市）、2025年（令和7年）1月に青森銀行とみちのく銀行が合併して誕生する新銀行の青森みちのく銀行（青森市）、岩手銀行（盛岡市）に次ぐ5番目の規模となる。[17]。
  - 2月8日 - 北都銀と荘内銀両行合併に向けて協議する準備委員会を設置[18]。
  - 11月1日 - 再生可能エネルギーによる電力の小売事業を手がけるフィデアエナジーを設立[19]。
  - 11月8日 - 傘下2行について、荘内銀を存続銀行として合併し、名称を「フィデア銀行」とした上で本店を山形市に置くことを発表[20]。初代頭取は北都銀行専務の佐藤敬（2025年4月1日付で頭取に昇格の上、合併まで荘内銀行頭取も兼務）[20]。
- 2025年（令和7年）5月26日 - 子会社である荘内銀行の本店を、鶴岡市から山形市に移転予定。
- 2027年（令和9年）1月1日 - 荘内銀が北都銀を吸収合併し「株式会社フィデア銀行」として発足。〈予定〉[20]

## 歴代社長
| 代 | 氏名     | 期間            | 出身校             | 備考 |
| -- | -------- | --------------- | ------------------ | --- |
| 1  | 里村正治 | 2009年 - 2016年 | 東京大学教養学部   | 富士銀行（現みずほ銀行）出身。                                                                                         |
| 2  | 田尾祐一 | 2016年 - 2023年 | 慶應義塾大学法学部 | みずほ銀行（旧富士銀行入行）出身。2020年4月から2022年3月まで荘内銀行頭取を兼務。2023年から2025年までは当社取締役会長。 |
| 3  | 新野正博 | 2023年 -        | 早稲田大学法学部   | みずほ銀行（旧富士銀行入行）出身。                                                                                     |

## 関連会社

### 連結子会社
- 株式会社荘内銀行
- 株式会社北都銀行
- フィデアカード株式会社
- 株式会社フィデアキャピタル
- 株式会社フィデア情報総研
- フィデアリース株式会社
- フィデアエナジー株式会社

### 注
1. ↑  普通株式＋B種優先株式
2. ↑  監督官庁である東北財務局との接点を深める意味合いもある。